# Irina Rodniná
Irina Konstantínovna Rodniná (en ruso: Ирина Константиновна Роднина, Moscú, 12 de septiembre de 1949) es una patinadora artística y política rusa, es la única en ganar 10 campeonatos mundiales (1969–78) y tres medallas olímpicas consecutivas (1972, 1976, 1980) en la disciplina de parejas. Fue elegida miembro de la Duma del Estado en las elecciones legislativas de 2007 como miembro del partido Rusia Unida del presidente Vladímir Putin. Como patinadora artística, inicialmente compitió con Alekséi Ulánov y luego con Alexandr Zaitsev. Ella es la primera patinadora de parejas en ganar el título olímpico con dos parejas diferentes, seguida solo por Artur Dmítriev.

## Carrera de patinaje artístico
En sus años preescolares, Irina Rodniná sufrió de neumonía once veces; tomando la decisión de inscribirse en alguna actividad, en 1954, sus padres la llevaron a su primera pista de patinaje, en el Parque Infantil Pryamikov en Moscú. Desde la sexta forma de la escuela secundaria, a los 13 años, se formó en la Escuela de Deportes para la Infancia y la Juventud del CSKA en Leningradsky Prospekt.
Hacia 1963, Rodniná ya había comenzado a patinar con su primera pareja Oleg Vlásov, entrenado por Sonia y Milán Valún. En 1964, Stanislav Zhuk se convirtió en su entrenador, y quien la emparejó con Alekséi Ulánov. Ganaron cuatro títulos mundiales y europeos consecutivos. Rodniná y Ulánov ganó su primer título mundial en 1969, por delante de Tamara Moskviná/Alekséi Mishin. Ganaron sus próximos dos títulos mundiales, 1970 y 1971, por delante de los medallistas de plata Lyudmila Smirnova y Andréi Suraikin. Sin embargo, Ulánov se enamoró de Smirnova, y antes de los Juegos Olímpicos de 1972, la pareja tomó la decisión de patinar juntos en la temporada siguiente. Rodniná y Ulánov pasaron a competir en los Juegos Olímpicos de 1972 donde capturaron el oro. Luego se prepararon para su última competencia juntos, en el Campeonato mundial de 1972. Al practicar juntos un día antes del inicio de la competición, la pareja tuvo un accidente en un ascensor y Rodniná terminó en el hospital con una conmoción cerebral y un hematoma intracraneal. A pesar del accidente, tuvieron una importante presencia en el programa corto, recibiendo algunos 6.0. En el programa largo, Rodniná se debilitó y se mareó, pero fue suficiente para su cuarto título mundial. Ulánov continuó su carrera con Smirnova, mientras Rodniná consideraba su jubilación.
En abril de 1972, su entrenador Stanislav Zhuk le sugirió que formara equipo con el joven patinador de Leningrado Aleksandr Záitsev, que tenía buena técnica de salto, y rápidamente aprendió los elementos. Su música se detuvo durante su programa corto en el Campeonato Mundial de 1973, posiblemente debido a un trabajador checo actuando en represalia por la represión de la Primavera de Praga. Conocidos por una intensa concentración, terminaron el programa en silencio, obteniendo una ovación de pie y una medalla de oro al finalizar por delante de Smirnova y Ulánov, quienes nuevamente fueron derrotados en 1974.
En 1974, Rodniná y Záitsev dejaron a Zhuk, con el que la relación de trabajo se había vuelto tensa, para entrenar con Tatiana Tarásova. Ellos ganaron seis títulos mundiales consecutivos juntos, así como siete medallas de oro de Europa, y ganaron su primer título olímpico en conjunto en 1976. Rodniná y Záitsev no compitieron durante la temporada 1978/79, ya que ella estaba embarazada de su hijo, que nació el 23 de febrero de 1979. En 1980 regresaron para capturar su segundo título olímpico juntos y tercero de Rodniná. Luego se retiró del patinaje competitivo.
A lo largo de su carrera, Rodniná compitió internacionalmente por la Unión Soviética y representó a la sociedad deportiva de las Fuerzas Armadas en el ámbito nacional. Con sus socios, ganó diez campeonatos del mundo y tres medallas de oro olímpicas consecutivas desde 1971 hasta 1980, además de once títulos europeos, lo que hace de ella la patinadora en pareja más exitosa de la historia.
Rodniná entrenó a numerosos patinadores soviéticos de élite y enseñó en la Universidad de Moscú. Desde 1990-2002, entrenó a los Estados Unidos y llevó al equipo checo de Radka Kovaříková y René Novotný a un título mundial.

### Comentarios sobre el dopaje
En una entrevista de 1991, Rodnina dijo que era consciente de que los patinadores artísticos soviéticos habían utilizado sustancias dopantes desde principios de los años 70 para prepararse para la temporada competitiva. Según Rodina, "los chicos de parejas e individuales se dopaban, pero sólo en agosto o septiembre. Esto se hacía sólo en los entrenamientos, y todo el mundo se sometía a pruebas (en la Unión Soviética) antes de las competiciones".

## Carrera política
Rodniná se convirtió en miembro de la Cámara Pública de Rusia en 2005. En las elecciones legislativas de 2007, fue elegida miembro de la Duma Estatal como miembro del partido Rusia Unida del presidente Vladímir Putin. El 17 de diciembre de 2012, Rodniná apoyó la ley Dima Yákovlev, la ley en el Parlamento ruso que prohíbe la adopción de los huérfanos rusos por los ciudadanos de los Estados Unidos.

### Sanciones
Fue sancionada por el Reino Unido desde el 15 de marzo de 2022 en relación con las acciones de Rusia en Ucrania.
En diciembre de 2022, el Parlamento ucraniano sancionó a Rodnina por su apoyo a la invasión rusa de Ucrania en 2022. En 2023, apoyó la decisión de Polonia de boicotear los Juegos Olímpicos en caso de que se permitiera competir a los atletas rusos, afirmando que eso significaría que "Polonia queda vetada para los dos próximos ciclos olímpicos".

## Vida personal
Rodniná se graduó en el Instituto Central de Cultura Física. Su primer matrimonio fue con Aleksandr Záitsev, con quien tiene un hijo del mismo nombre, nacido en 1979. A partir de su segundo matrimonio, Rodniná tuvo una hija, Alyona Minkovski, nacida en 1986. Ella está divorciada actualmente. Pasó varios años viviendo en los Estados Unidos y luego se trasladó a Rusia.

### Controversia en Twitter
El 13 de septiembre de 2013, Rodniná causó revuelo cuando ella tuiteó una foto retocada del presidente de los EE. UU., Barack Obama, con la boca llena de comida, con un plátano en primer plano de la imagen. Ella dijo que fue el practicar su derecho a la libre expresión, pero los críticos dijeron que ella estaba haciendo un comentario racista sobre el presidente afroestadounidense. El 10 de febrero de 2014 Rodniná afirmó en su Twitter, que su cuenta había sido hackeada en el momento de la publicación de la fotografía ofensiva y se disculpó por su manejo del asunto.

## Resultados

### Con Ulánov
| Evento                       | 1967–68 | 1968–69 | 1969–70 | 1970–71 | 1971–72 |
| ---------------------------- | ------- | ------- | ------- | ------- | ------- |
| Juegos Olímpicos de Invierno |         |         |         |         | 1.º     |
| Campeonato mundial           |         | 1.º     | 1.º     | 1.º     | 1.º     |
| Campeonato europeo           | 5.º     | 1.º     | 1.º     | 1.º     | 1.º     |
| Campeonato soviético         | 3.º     | 3.º     | 1.º     | 1.º     |         |
| Premio del Moscow News       | 1.º     | 2.º     | 1.º     |         |         |

### Con Záitsev
| Evento                       | 1972–73 | 1973–74 | 1974–75 | 1975–76 | 1976–77 | 1977–78 | 1978–79 | 1979–80 |
| ---------------------------- | ------- | ------- | ------- | ------- | ------- | ------- | ------- | ------- |
| Juegos Olímpicos de Invierno |         |         |         | 1.º     |         |         |         | 1.º     |
| Campeonato mundial           | 1.º     | 1.º     | 1.º     | 1.º     | 1.º     | 1.º     |         |         |
| Campeonato europeo           | 1.º     | 1.º     | 1.º     | 1.º     | 1.º     | 1.º     |         | 1.º     |
| Campeonato soviético         | 1.º     | 1.º     | 1.º     |         | 1.º     |         |         |         |
| Premio del Moscow News       |         |         |         |         |         | 1.º     |         |         |

## Otras condecoraciones y premios
- Orden de la Bandera Roja del Trabajo (1972)[18]
- Orden de Lenin (1976)[18]
- Orden al Mérito por la Patria de 2.ª, 3.ª y 4.ª clases
- Medalla Conmemorativa del 850.º Aniversario de Moscú
- Ingresada en el Salón Internacional de la Fama del Deporte Femenino (1988)[19]
- Ingresada en el Salón de la Fama Mundial del Patinaje Artístico (1989)
- Premio Jacques Favart de la Unión Internacional de Patinaje[19]
- En los Juegos Olímpicos de Invierno de 2014 en Sochi, Rusia, se le concedió el honor de ser la encendedora del pebetero olímpico junto a Vladislav Tretiak